# Jeong Yun-Jo
Jeong Yun-Jo es un deportista surcoreano que compite en taekwondo. Ganó una medalla de oro en el Campeonato Mundial de Taekwondo de 2017, en la categoría de –58 kg.

## Palmarés internacional
| Campeonato Mundial | Campeonato Mundial   | Campeonato Mundial | Campeonato Mundial |
| Año                | Lugar                | Medalla            | Categoría          |
| ------------------ | -------------------- | ------------------ | ------------------ |
| 2017               | Muju (Corea del Sur) | Medalla de oro     | –58 kg             |